# مایکل فرچ
مایکل فرچ (انگلیسی: Michael Frech؛ زادهٔ ۲۶ مارس ۱۹۷۶) بازیکن فوتبال اهل آلمان است.
از باشگاه‌هایی که در آن بازی کرده‌است می‌توان به باشگاه فوتبال هولشتاین کیل و اشپورت فقاند زیگن اشاره کرد.